# Episodi di All Saints (ottava stagione)
L'ottava stagione della serie televisiva All Saints è stata trasmessa in anteprima in Australia da Seven Network tra l'8 febbraio 2005 e il 22 novembre 2005.
| nº | Titolo originale          | Titolo italiano | Prima TV Australia | Prima TV Italia |
| -- | ------------------------- | --------------- | ------------------ | --------------- |
| 1  | Happy New Year            |                 | 8 febbraio 2005    |                 |
| 2  | Outside Looking In        |                 | 15 febbraio 2005   |                 |
| 3  | Sins of the Mothers       |                 | 22 febbraio 2005   |                 |
| 4  | Begging for It            |                 | 1º marzo 2005      |                 |
| 5  | Lost and Found            |                 | 8 marzo 2005       |                 |
| 6  | Potential                 |                 | 15 marzo 2005      |                 |
| 7  | Letting Go                |                 | 29 marzo 2005      |                 |
| 8  | Fractured                 |                 | 5 aprile 2005      |                 |
| 9  | Funny Games               |                 | 12 aprile 2005     |                 |
| 10 | Boys Will Be Boys         |                 | 19 aprile 2005     |                 |
| 11 | Time Bomb                 |                 | 26 aprile 2005     |                 |
| 12 | While You Were Sleeping   |                 | 3 maggio 2005      |                 |
| 13 | Echoes                    |                 | 10 maggio 2005     |                 |
| 14 | Innocent Until            |                 | 17 maggio 2005     |                 |
| 15 | False Convictions         |                 | 24 maggio 2005     |                 |
| 16 | Maternal Instinct         |                 | 31 maggio 2005     |                 |
| 17 | Double Lives              |                 | 7 giugno 2005      |                 |
| 18 | New Beginnings            |                 | 14 giugno 2005     |                 |
| 19 | Satisfaction              |                 | 21 giugno 2005     |                 |
| 20 | In the Name of Love       |                 | 28 giugno 2005     |                 |
| 21 | Poison                    |                 | 5 luglio 2005      |                 |
| 22 | Right to Life             |                 | 19 luglio 2005     |                 |
| 23 | Divide and Conquer        |                 | 26 luglio 2005     |                 |
| 24 | Love Me, Love Me Not      |                 | 2 agosto 2005      |                 |
| 25 | Immortal                  |                 | 9 agosto 2005      |                 |
| 26 | Moving On                 |                 | 9 agosto 2005      |                 |
| 27 | Frozen Moments            |                 | 16 agosto 2005     |                 |
| 28 | Room for Improvement      |                 | 23 agosto 2005     |                 |
| 29 | Requiem                   |                 | 30 agosto 2005     |                 |
| 30 | Spinning Out              |                 | 6 settembre 2005   |                 |
| 31 | Honourable Things         |                 | 13 settembre 2005  |                 |
| 32 | A Lonely Road             |                 | 20 settembre 2005  |                 |
| 33 | Time and Tide             |                 | 27 settembre 2005  |                 |
| 34 | One of Those Days         |                 | 4 ottobre 2005     |                 |
| 35 | Life's Lottery            |                 | 11 ottobre 2005    |                 |
| 36 | Out of Darkness           |                 | 18 ottobre 2005    |                 |
| 37 | Taking the Plunge         |                 | 25 ottobre 2005    |                 |
| 38 | Thicker Than Water        |                 | 1º novembre 2005   |                 |
| 39 | Reckless                  |                 | 8 novembre 2005    |                 |
| 40 | Season of Change          |                 | 15 novembre 2005   |                 |
| 41 | In Sickness and in Health |                 | 22 novembre 2005   |                 |